# 埃米尔·加莱
埃米尔·加莱（法語：Émile Gallé，法語發音：[emil ɡale]；1846年5月8日—1904年9月23日），法國新艺术运动的艺术家之一。
他出生于法国南希一个手工艺者家庭。高中毕业之后，他在德国攻读了哲学，动物学，植物学和矿物学，并学会了对于玻璃和木材的加工方法。1874年他继承了父亲的手工作坊，1883年把其扩大成生产瓷器，玻璃制品和木制品的车间。1885年他在柏林的工艺品博物馆研究了著名的中国玻璃艺术的馆藏品。1901年，他与道姆兄弟、勒内·拉利克（René Lalique）和加布里埃尔·阿尔吉-卢梭（Gabriel Argy-Rousseau）一起创立了南希学派，并担任了第一任主席。
他的作品以玻璃為主，有《黎明和黄昏》、《床》等。